# Anthonis van Dyck
Anthonis van Dyck [vɑn ˈdɛik] eller (i England) Anthony van Dyck (även Antoon van Dyck eller Dijck), född 22 mars 1599 i Antwerpen, död 9 december 1641 i London, var en flamländsk målare och engelsk hovmålare.

## Biografi
Van Dyck växte upp i en rik köpmansfamilj, och visade tidigt konstnärliga anlag. År 1610 kom han i lära hos Hendrick van Balen och inträdde något senare som elev i Rubens ateljé. År 1615 började van Dyck att arbeta självständigt och han utförde bland annat ett antal målningar med motiv från Bibeln, varav en del av en serie apostlaporträtt från cirka 1615 som är utställda på museum i Dresden. År 1617 skapade han Korsbärandet för Paulskyrkan i Antwerpen och 1618 var han med om att utföra Rubens cykel till Decius Mus historia (i Liechtenstengalleriet i Wien). Från den tiden kommer även Susanna och gubbarna och Den helige Hieronymus (den senare tavlan på Nationalmuseum i Stockholm.)
År 1620 reste van Dyck till London med förhoppningen att få kontakt med kung Jakob I, vilket dock misslyckades. Efter fyra månader återvände han till Flandern, men reste inom kort till Italien där han vistades i sex år för att studera de stora italienska mästarna. Hans erfarenheter där kom att utgöra grunden för hans framgångar som porträttmålare. Han var 1627 tillbaka i Antwerpen och de närmaste åren åstadkom han en lång rad mästerverk.
Ryktet om hans kvaliteter nådde den engelske monarken Karl I, som kallade van Dyck till London. Hans framgång i England gick med rekordfart och redan efter en kort tid var han berömd. Han målade porträtt av kungen, drottningen, kungabarnen och en lång rad hovfunktionärer, såsom dvärgen och gycklaren Jeffrey Hudson och till och med hans egen mätress Margaret Lemon.
I juli 1632 adlades van Dyck och året därpå utnämndes han till kunglig hovmålare och han tilldelades en riklig pension och gifte sig med dottern till Lord Ruthven. Under den senare delen av sitt liv gjorde han huvudsakligen slutjusteringar av porträtt, som hade målats av hans elever efter hans direktiv.
Van Dyck fick stort inflytande över engelskt porträttmåleri och vissa konsthistoriker anser att han var skaparen av den engelska målarskolan. Han var känd för att gärna måla personer med kort spetsigt skägg, som efter honom har kallats vandyke. Van Dyck är representerad vid bland annat Göteborgs konstmuseum och en trekvartsfigur av Gustaf II Adolf hänger på Militärsällskapet i Stockholm.
Sir Anthony van Dyck är begravd i Sankt Paulskatedralen i London.

## Utmärkelser
Asteroiden 8205 Van Dijck är uppkallad efter honom.

## Målningar (urval)
- Korsbärandet, 1617, Paulskyrkan i Antwerpen
- Den helige Hieronymus, omkring 1618, Nationalmuseum i Stockholm
- Kröning med törnen, 1619/1620, Pradomuseet i Madrid
- Korsfästningen, 1626, Onze-Lieve-Vrouwekerk i Brygge